# Блаж (град)
Блаж (рум. Blaj, мађ. Balázsfalva) град је у Румунији, у средишњем делу земље, у историјској покрајини Трансилванија. Блаж је четврти по важности град округа Алба.
Блаж је према последњем попису из 2002. године имала 20.758 становника.

## Географија
Град Блаж налази се у средишњем делу историјске покрајине Трансилваније, око 105 km јужно до Клужа. 
Блаж се налази у средишњој котлини Трансилваније, поред реке Трнави, на 260 m надморске висине.

## Историја
Према државном шематизму православног клира Угарске 1846. године постојала су два блиско положена насеља Доњи и Горњи Блаш (тада Балажфалва). У Доњем је било 51 породица, а у парохијској филијали Горњем - 57 породица. Свештеници су били тада у Доњем насељу, парох поп Јован Кифа, којем је помагао капелан поп Теодор Поповић.

## Становништво
У односу на попис из 2002., број становника на попису из 2011. се смањио.
| 1966.  | 1977.  | 1992.  | 2002.  | 2011.  |
| ------ | ------ | ------ | ------ | ------ |
| 15.775 | 20.826 | 22.425 | 21.819 | 20.630 |

Матични Румуни чине већину градског становништва Блажа (85%), а од мањина присутни су Роми (9%) и Мађари (8%). Некада бројно немачко становништво се иселило у матицу током 20. века.
Блаж је познат као историјско средиште гркокатоличких Румуна, а у средишту града се налази и катедрални храм Румунске гркокатоличке цркве. И данас гркокатолици чине око 20% градског становништва.

## Галерија
- Православна црква
- Стара основна школа
- Градски лицеј